# Poststraße 19 (Teupitz)

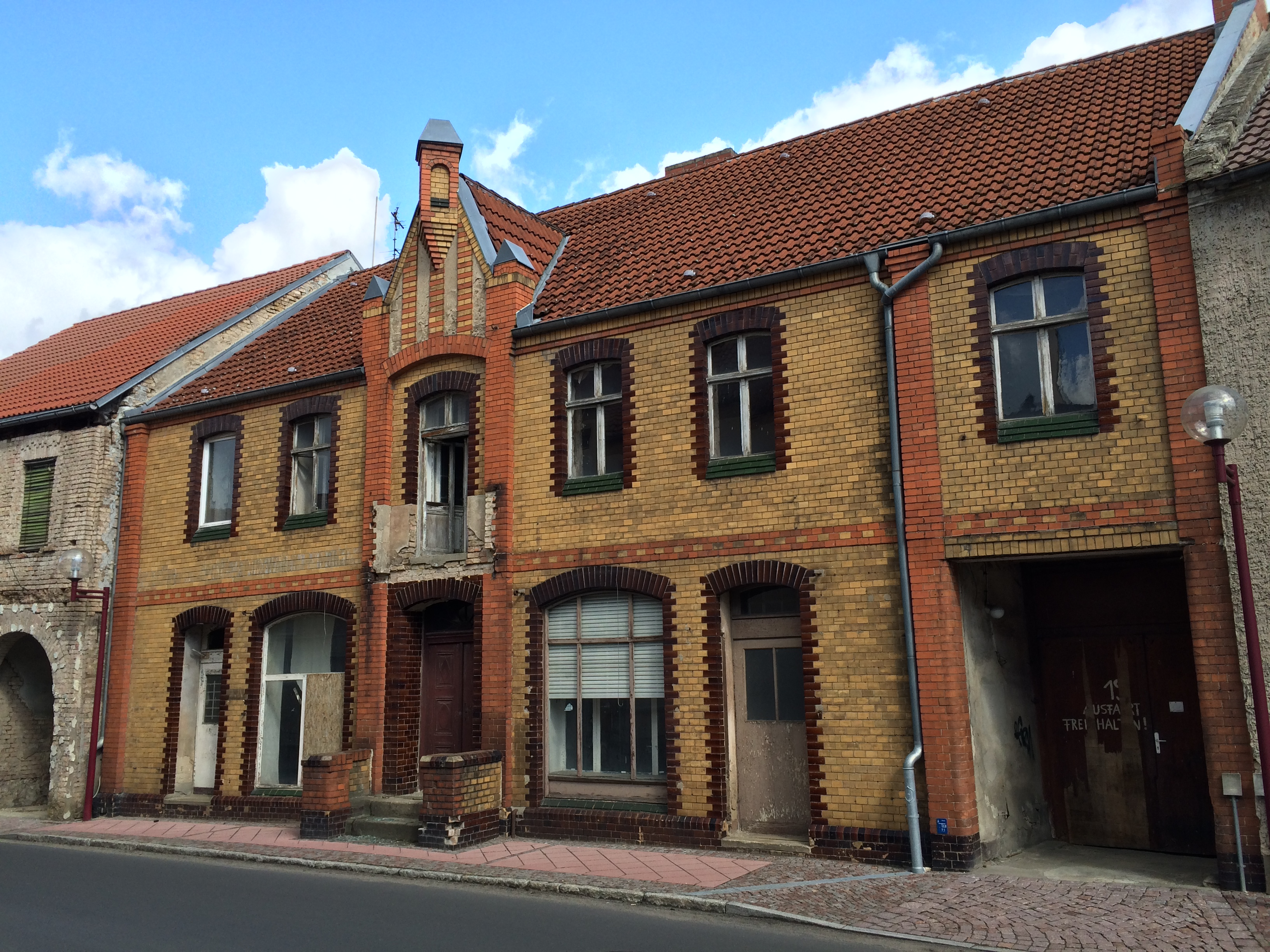
Wohn- und Geschäftshaus in der Poststraße 19 in Teupitz

Das Wohn- und Geschäftshaus mit der Anschrift Poststraße 19 ist ein denkmalgeschütztes Bauwerk in Teupitz, einer Stadt im Landkreis Dahme-Spreewald in Brandenburg. Dort befand sich von 1906 bis 1933 der Spielmann-Verlag, der unter anderem die Lokalzeitung Der Märker herausgab.

## Lage
Das Gebäude steht wenige Meter vom Stadtzentrum entfernt an der nördlichen Seite der Poststraße. Diese verläuft in diesem Bereich in West-Ost-Richtung und führt als Kastanienallee in südöstlicher Richtung aus der Stadt. Westlich des Gebäudes befindet sich der historische Stadtkern, zu dem unter anderem das Schloss Teupitz, die Heilig-Geist-Kirche und das Rathaus Teupitz zählen.

## Geschichte
Die Geschichte des Bauwerks ist eng mit dem Spielmann-Verlag verbunden, der auf den ungarischen Journalisten Franz Spielmann zurückgeht. Er lebte seit 1906 in Teupitz. Nachdem am 25. September 1907 die Baugenehmigung erteilt wurde, begann der Bauunternehmer Albert Luban mit den Arbeiten. Sein Auftraggeber war der Fleischermeister Ernst Kurrar. Nach der Fertigstellung übernahm Spielmann das Gebäude und richtete eine Druckerei ein. Hier – wie auch in der Potsdamer Straße 9 in Königs Wusterhausen – druckte er mehrere Zeitungen – darunter den Märker, den Allgemeinen Anzeiger für Teupitz und Umgebung, den Wendisch-Buchholzer Stadt- und Lokalboten sowie den Schenken-Boten. Darüber hinaus verlegte er mehrere Hefte zur Lokalgeschichte sowie Postkarten mit Motiven des Schenkenländchens. Obwohl Spielmann in der Zeit des Nationalsozialismus der NSDAP beitrat, wurde sein Verlag mit Wirkung zum 5. August 1933 geschlossen. Der Nachlass des Verlages befindet sich nur auszugsweise in der Staatsbibliothek zu Berlin.
Nach der Wende gelangte das Bauwerk in den Besitz eines Berliner Maklers. Es wurde im Jahr 1994 auf Grund seiner „regional- und baugeschichtlichen sowie volkskundlichen Bedeutung“ vom Brandenburgischen Landesamt für Denkmalpflege und Archäologisches Landesmuseum unter Denkmalschutz gestellt.

## Architektur
Der zweigeschossige Bau wurde aus hellen Mauersteinen errichtet; die Laibungen der Fenster und Türen mit davon abgesetzten, rötlichen Mauerstein. Davon setzen sich die in einem orangefarbenen Mauerstein gestalteten Lisenen ab, die das Gebäude, die Toreinfahrt sowie den Eingang gliedern. Der Zugang erfolgt zum einen durch ein mittig angeordnetes Portal. Darüber sind im Jahr 2017 die Reste eines nicht mehr vorhandenen Balkons zu erkennen. Zum anderen sind an den beiden Seiten der Front zwei schlichtere Türen sowie an der rechten Seite eine Durchfahrt vorhanden. Das ansonsten schlichte Satteldach wird durch mit Filialen verziertes Türmchen aufgelockert, dass das Eingangsportal über die Traufe hinaus verlängert.